# Paul Buchheit
Paul Buchheit é um programador de computadores e empresário estadunidense. Foi o criador e principal desenvolvedor do Gmail e também desenvolveu o protótipo original do Google AdSense, como parte de seu trabalho no Gmail. Ele também sugeriu o agora famoso lema do Google "Não seja mau" em uma reunião de 2000 sobre os valores da empresa.
Buchheit cresceu em Webster, Nova York, e foi para a faculdade na Case Western Reserve University, em Cleveland, Ohio. Ele trabalhou na Intel e mais tarde tornou-se o 23º empregado do Google. Buchheit foi um dos fundadores do FriendFeed, que foi lançado em 2007 e adquirida pelo Facebook em 2009, em uma transação particular. Em 2010, Buchheit deixou Facebook para se tornar um sócio da firma Y Combinator de capital de risco.